# Bengt G. Olsson

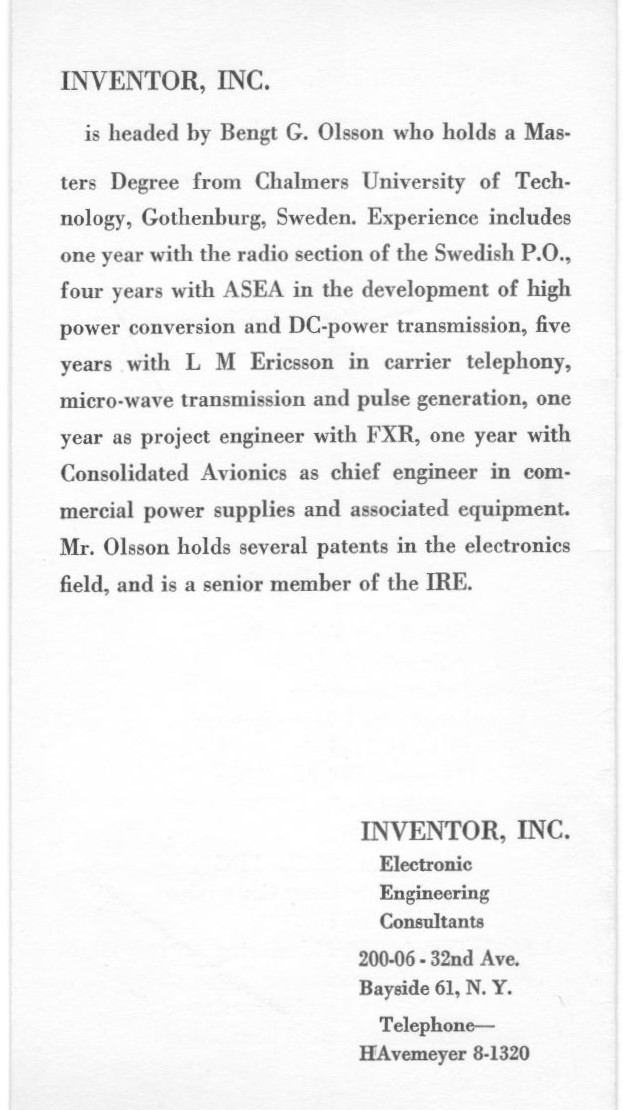
Baksidan på en broschyr för Bengt G. Olssons konsultföretag "Inventor, Inc.", som var verksamt i New York, USA, i början av 1960-talet.

Bengt Gustaf Olsson, född 6 maj 1924 i Steneby socken i Dalsland i Älvsborgs län, död 4 april 2015 i Nacka i Stockholms län, var en svensk konstruktör och entreprenör. Han var verksam i både Sverige och USA som konstruktör inom analog elektronik och känd inom branschen bland annat för sin serie "Olssons Tips" i branschtidningarna Modern Elektronik och Elektronik i Norden under 1990-talet.

## Biografi
Bengt G. Olsson föddes och växte upp utanför Dals Långed i Steneby socken, Dalsland. Föräldrar var folkskolläraren Martin Olsson och hans hustru Ester, född Löfgren. Han utbildade sig till civilingenjör i elektroteknik vid Chalmers Tekniska Högskola och tog examen 1949. Under 1950-talet delade han tiden som konstruktör mellan ASEA och LM Ericsson innan han 1959 flyttade till New York. Där verkade han som konstruktör inom områden som mikrovågsteknik, strömförsörjning och rymdelektronik. Han verkade där också som konsult under egna företaget "Inventor, Inc.". Bland annat var han där behjälplig med att starta upp Data Devices Corporation vars första produkt baserades på en av hans konstruktioner. Hemkommen till Sverige 1964 startade han Ingenjörsfirman Xelex AB som under drygt två decennier tog fram elektronikprodukter, främst för B2B-segmentet, men även i mindre utsträckning till privatpersoner. Han engagerade sig även i frågor rörande företagandets villkor.
Bengt G. Olsson har ett antal patent inom så skilda områden som till exempel trådspelare , transistorförstärkare, värmereglering och segelfartyg. Inom förstärkarteori var han en anhängare till motkoppling som ett sätt att erhålla linjäritet i förstärkarsteg. Han debatterade också teorin för så kallad transientintermodulationsdistorsion (TIM). Ett viktigt bidrag i detta sammanhang var artikeln "Critical review of the TIM (Transient Intermodulation Distortion) theory" som presenterades på Audio Engineering Society's (AES) 56:e konvent i Paris 1977. . 
Efter att ha avyttrat Xelex AB verkade han som konsult genom sitt bolag Adelsfors AB (vars namn syftar på den stångjärnssmedja, Adelsfors bruk, som hans morfar drev utanför Braås i Småland). Han är för många i elektronikbranschen här i Sverige känd för sina underhållande och lärorika artiklar i tidskrifterna Modern Elektronik och Elektronik i Norden som gick under benämning "Konstruktionstipset", senare "Olssons tips", som han skrev efter sin pensionering. Med en personlig stil bjöd han i ett femtiotal artiklar under 1990-talet på konstruktionstips och erfarenheter från sitt långa konstruktörsliv. Han bidrog också under denna tid med artiklar till  Electronics World + Wireless World. Under sina sista verksamma år ägnade han mycket tid åt en egen teori om universums uppkomst som han kallade "Slow Start universe" (jmfr "Big Bang universe"), då han ansåg att den spektrala rödförskjutningen, som enligt Big Bang-teorin beror på ett expanderande universum, enklare kan förklaras genom att tiden i sig långsamt accelererar.
Bengt G. Olsson valdes 1960 in som senior member i  Institute of Radio Engineers (senare  IEEE).

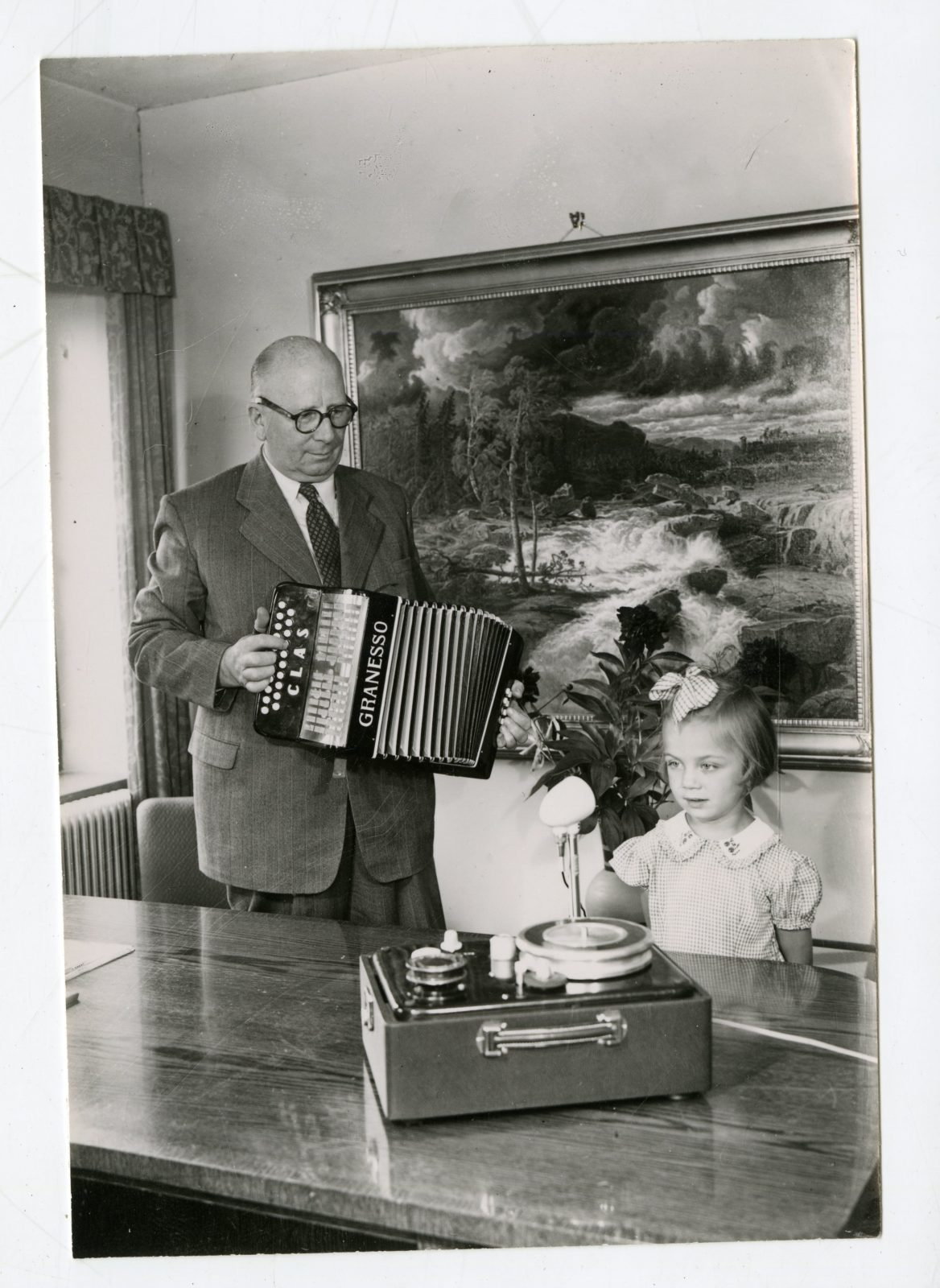
Clas Ohlson med dottern Gunilla poserar för omslaget till 1951 års upplaga av Clas Ohlson katalogen. I förgrunden syns den av Bengt G. Olsson konstruerade trådspelaren.

## Xelex AB

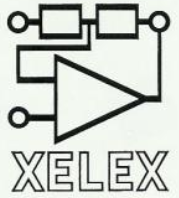
Ingenjörsfirman Xelex AB logotyp, visande en stiliserad operationsförstärkare.

Ingenjörsfirman Xelex AB grundades 1964 av Bengt G. Olsson. Firman var ursprungligen belägen på Ystadsvägen 136 i Björkhagen i Stockholm men flyttade efter ett par år till större källarlokaler vid Rönnholmsgränd 21 i Vårberg i Stockholm. Efter att ha allokerat ett antal källare i bostadsområdet på Rönnholmsgränd så flyttade Xelex under 70-talet till en egen fastighet på Hardemogatan 1 i Rågsved i Stockholm. 
Tidigt gjorde man för tiden avancerad transistoriserad mätutrustning. Produkterna utgjordes senare delvis av beställningsarbeten från offentliga och privata institutioner och företag, såsom telematerial till LM Ericsson och DC/AC omvandlare för avbrottsfri kraftförsörjning. Man hade även ett antal standardprodukter som operationsförstärkare , stabiliserade likriktare, DC/DC omvandlare och laboratorieaggregat. Den andra stora grenen av produkter var för ljuddistribution och audioproduktion. En känd produkt var effektsteget DD-10 som kunde återfinnas i många musiklokaler. Xelex produkter var välkända för sin pålitlighet och robusta byggsätt. En slogan de använde i en reklambroschyr på 70-talet var att "om man tappar en Xelex förstärkare i golvet, så är det snarare golvet som tar skada". Till kunderna för audioutrustning kunde bland annat Sveriges Radio, Norsk rikskringkasting och Kulturhuset i Stockholm räknas.
Xelex avyttrades 1985 till Datatronic AB och Bengt G. Olsson kvarstannade ett kort tag som konsult. Namnet ändrades till ”Xelex Elektronik AB” och inriktningen ändrades till att utveckla och tillverka bland annat utrustning för satellitmottagning till privatpersoner (Handic Elektronik AB "Allemansparabolen"). Efter Datatronics förvärv av Victor Technologies, Inc., ett amerikanskt bolag som tillverkade kalkylatorer och datorer, tillverkades även handdatorer av Xelex. De ansvarade också för produktion av Victors M-serie av datorer. Tandy Corporation köpte 1989 upp Victor och Xelex verksamhet upphörde 1990. Namnet "Xelex" har senare under 2000-talet använts av den f d svenska chiptillverkaren  Xelerated, men denna verksamhet har inget med det ursprungliga Xelex att göra.

## Källhänvisningar
1. 1 2  Bengt G. Olsson. ”Provning och specifikation av operationsförstärkare”. Radio & Television - Nr 1 - 1969:  s. 14. Arkiverad från originalet den 4 augusti 2019. https://web.archive.org/web/20190804075240/https://www.aef.se/Amatortidningar/Radio_och_Television/radio_television_1969-01-ocr.pdf. Läst 4 augusti 2019.
2. ↑  ”Företagen vill ha konkreta förslag!”. Svenska Dagbladet. 3 mars 1978. https://www.svd.se/arkiv/1978-02-03/3. Läst 1 december 2018.
3. 1 2  Olsson, B G (21 augusti 1952). ”Anordning vid en apparat för magnetisk ljudupptagning och -återgivning”. Svensk Patentdatabas. PRV. https://tc.prv.se/spd/pdf/lIgbi7PTBLWo8KKJ4aHscA/SE138016.C1.pdf. Läst 17 januari 2020.
4. ↑  ”Clas Ohlson & Co, Insjön, Katalog N:o 40 1951-1952”. www.clasohlson100.com. sid. 105 + omslag. Arkiverad från originalet den 30 april 2020. https://web.archive.org/web/20200430192259/https://www.clasohlson100.com/wp-content/uploads/2018/01/katalog_1951-1952-1.pdf. Läst 17 januari 2020.
5. ↑  ”Amplifier having constant sinusoidal output voltage which is relatively independent of input shape”. United States Patent Office. 9 april 1963. https://patents.google.com/patent/US3085164A/en. Läst 14 augusti 2023.
6. ↑  Olsson, Bengt G. (27 augusti 1985). ”Transistor amplifier”. USPTO. Arkiverad från originalet den 28 november 2018. https://web.archive.org/web/20181128164758/http://pdfpiw.uspto.gov/.piw?Docid=4538117. Läst 25 november 2018.
7. ↑  Olsson, Bengt G. (19 maj 1983). ”Förstärkare”. Svensk Patendatabas. PRV. https://tc.prv.se/spd/pdf/JSI7vs8ogTphSy3t0WW1EA/SE426762.B.pdf. Läst 17 december 2018.
8. ↑  Olsson, Bengt G. (29 maj 1986). ”Elvärmeregulator för rumsuppvärmning”. Svensk Patentdatabas. PRV. https://tc.prv.se/spd/pdf/-GjlFaAELlthSy3t0WW1EA/SE443055.B.pdf. Läst 25 november 2018.
9. ↑  Olsson, B G (29 september 1964). ”Segelfartyg av fiberarmerad plast med deplacementköl”. Svensk Patentdatabas. PRV. https://tc.prv.se/spd/pdf/wGlwDsuka-eo8KKJ4aHscA/SE191839.C1.pdf. Läst 25 november 2018.
10. ↑  Olsson, B G. ”Om motkoppling i effektförstärkare för hi-fi återgivning”. Radio & Television - Nr 2 - 1957:  s. 26. Arkiverad från originalet den 16 november 2019. https://web.archive.org/web/20191116181220/https://www.aef.se/Amatortidningar/Radio_och_Television/radio_television_1957_2-ocr.pdf. Läst 16 november 2019.
11. ↑  Bengt G Olsson. ”Transientdistorsion och annan förvrängning i förstärkarsteg”. Radio & Television - Nr 10 - 1974:  sid. 77.
12. 1 2  Olsson, B. (1 mars 1977). ”Critical Review of the TIM (Transient Intermodulation Distortion) Theory”. AES E-LIBRARY. http://www.aes.org/e-lib/browse.cfm?elib=3155. Läst 27 november 2018.
13. ↑  ”Elektronik i Norden”. http://www.elinor.se/. Läst 4 augusti 2019.
14. ↑  Bengt G. Olsson (1990). ”Snabb optokopplare trots låg ström”. Modern Elektronik (16):  sid. 58.
15. ↑  Olsson, Bengt G. (December 1994). ”Better Audio from Non-complements?”. Electronic World + Wireless World:  sid. 988 - 992. https://americanradiohistory.com/Archive-Wireless-World/90s/Wireless-World-1994-12.pdf.
16. ↑  Olsson, Bengt G. (Februari 1995). ”New null filter replaces twin-T”. Electronic World + Wireless World:  sid. 119 - 120. https://americanradiohistory.com/Archive-Wireless-World/90s/Wireless-World-1995-02-S-OCR.pdf.
17. ↑  Olsson, Bengt G. (Juli 1995). ”Double Mirrors Reflect Higher Speed”. Electronic World + Wireless World:  sid. 571 - 573. https://americanradiohistory.com/Archive-Wireless-World/90s/Wireless-World-1995-07-S-OCR.pdf.
18. ↑  ”STOCKHOLM SMÄLLEKLINGAN 2 - husnr 1”. www.bebyggelseregistret.raa.se. Arkiverad från originalet den 28 november 2018. https://web.archive.org/web/20181128164805/http://www.bebyggelseregistret.raa.se/bbr2/byggnad/visaHistorik.raa?byggnadId=21400000330821&page=historik&visaBeskrivningar=true. Läst 25 november 2018.
19. ↑  ”Annons i Radio & Television”. Oktober 1966. sid. 89. Arkiverad från originalet den 4 augusti 2019. https://web.archive.org/web/20190804081337/https://www.aef.se/Amatortidningar/Radio_och_Television/radio_television_1966_10-ocr.pdf. Läst 4 augusti 2019.
20. 1 2 3  Larsgöran Hedström (1979). ”Xelex - svenska ljudåtergivningsapparater”. Musikrevy Årgång 34 (1):  sid. 114.
21. 1 2  VinjettFILM (2018-01-08). ”Trudelutt avsnitt 4”. www.vinjettfilm.se. https://www.youtube.com/watch?v=fwYSC0HC3nU.
22. ↑  ”Bjørn Børja”. http://www.cfuttrup.com/history/bjorn_borja.html. Läst 1 maj 2019.
23. ↑  ”Datatronic tar över Xelex AB”. Svenska Dagbladet. 17 maj 1985. https://www.svd.se/arkiv/1985-05-17/33. Läst 27 november 2018.
24. ↑  ”Xelex AB - Grunddata - solidinfo.se”. www.solidinfo.se. Arkiverad från originalet den 22 december 2018. https://web.archive.org/web/20181222173427/https://www.solidinfo.se/foretag/xelex-ab/grunddata. Läst 22 december 2018.